# Theodor Schweizer (Archäologe)
Theodor Schweizer (* 1. Februar 1893 in Oftringen; † 10. Februar 1956 in Olten) war ein Schweizer autodidaktischer Archäologe.

## Leben und Werk
Schweizer war in verschiedenen Berufen tätig, so als Färber, Heizer und Maschinist, Maschinenschlosser, Telegraphenbote, viele Jahre als Postangestellter und Verwaltungshilfe auf der Telefondirektion in Olten.
Ab 1914 widmete Schweizer seine ganze Freizeit der urgeschichtlichen Forschung. Eduard Häfliger erkannte als erstes massgebendes Behördenmitglied Schweizers Fähigkeit und stellte ihn 1914 bei den Grabungen auf dem Höhenplatz «Dickenbännli» in Trimbach-Olten an. Nach längerer militärdienstlicher Abwesenheit gelang Schweizer 1919 mit der Entdeckung und Ausgrabung der Freilandstation Hard in Olten ein grosser Erfolg, und erstmals wurde die Fachgelehrtenschaft auf seinen Namen und seine Arbeit aufmerksam.
In der Folge entdeckte Schweizer über 40 steinzeitliche Siedlungsplätze in der Umgebung von Olten. In der kleinen Schrift Urgeschichtliche Funde in Olten und Umgebung, die mit einigen Strichzeichnungen illustriert ist und kurz nach Erscheinen im Jahr 1937 vergriffen war, stellte Schweizer die Fundplätze aus Olten und Umgebung vor. Seine Forschung zu jungsteinzeitlichen Festungsbauten hielt er in der Schrift Die Wehranlagen aus der Steinzeit von Olten und Umgebung fest.
Die ausserkantonalen Entdeckungen von Schweizer liegen in den Kantonen Aargau, Baselland, Bern, Graubünden und St. Gallen. Besonders im Oberaargau und im Oberbaselbiet hatte Schweizer durch Einfluss auf Lokalforscher grosse Bedeutung. Die Museumskommission Baden übertrug Schweizer 1930 die Ausgrabungen des jungsteinzeitlichen Grabhügels «Tegerhard» in Wettingen. Schweizer war u. a. an den Ausgrabungen in Studenweid in Däniken (1946/1947), in Egerkingen sowie in der Kastelhöhle im Kaltbrunnental (1948/1949, 1950 und 1954) tätig.
Seine Erfolge wurden lange Zeit von Missgunst und Neid begleitet, doch sein Können und Wissen führten dazu, dass er von den anderen Urgeschichtsforschern als Experte beigezogen wurde. Insbesondere Reinhold Bosch förderte und schätzte Schweizers Arbeit.
Schweizer wurde 1938 der ur- und frühgeschichtliche Teil der von Eugen Tatarinoff begründeten Prähistorisch-Archäologischen Statistik des Kantons Solothurn anvertraut. Zudem entdeckte er im Kanton Solothurn über 130 Siedlungen aus Paläo-, Meso- und Neolithikum. Schweizer fasste seine Forschungsergebnisse in den jeweiligen Grabungsberichten zusammen und publizierte Ausschnitte daraus in den Jahrbüchern für solothurnische Geschichte, in den Oltner Neujahrsblättern, in den Jahrbüchern der Schweizerischen Gesellschaft für Urgeschichte, in Zeitungen und Kalendern.
Schweizer war Mitglied der Kommission der städtischen Museen in Olten und der Solothurner Altertümer-Kommission. Am 13. September 1953 wurde Schweizer anlässlich des 100-jährigen Bestehens des Historischen Vereins des Kantons Solothurn zum Ehrenmitglied ernannt. In der Stadt Olten gibt es einen «Theodor-Schweizer-Weg». Im Frühjahr 1954 wurde Schweizer durch die Altertümer-Kommission zum 4. Internationalen Kongress für Ur- und Frühgeschichte in Madrid entsandt.
Schweizer heiratete 1920 die aus Ebnat-Kappel stammende Helene, geborene Walter. Er verstarb 1956 nach kurzer Krankheit in Olten.